# 买家巷镇
买家巷镇，是中华人民共和国甘肃省临夏回族自治州广河县下辖的一个乡镇级行政单位。

## 行政区划
买家巷镇下辖以下地区：
王家村、张家山村、马家嘴村、买家巷村、曾家村、李家寺村、武家坪村、曹家坡村、董家河村、蔡家窑村和上王家村。